# Architis dianasilvae
Espèce
Architis dianasilvae est une espèce d'araignées aranéomorphes de la famille des Pisauridae.

## Distribution
Cette espèce est endémique de la région de Pasco au Pérou,. Elle se rencontre vers Quebrada Chispa.

## Description
La femelle holotype mesure 4,7 mm.

## Étymologie
Cette espèce est nommée en l'honneur de Diana Silva-Dávila.

## Publication originale
- Santos, 2007 : A revision of the Neotropical nursery-web spider genus Architis (Araneae: Pisauridae). Zootaxa, no 1578, p. 1-40.